# Мартин темний
Мартин темний (Leucophaeus fuliginosus) — вид мартинів з роду Leucophaeus. Ендемік Галапагоських островів.

## Поширення
Птах гніздиться лише на Галапагоських островах (Еквадор). Він широко поширений на всьому архіпелазі, з найщільнішими популяціями на островах Санта-Крус, Сан-Кристобаль та Ісабела. Загальна чисельність виду оцінюється у 900-1200 птахів.

## Опис
Мартин розміром від 51 до 55 см і вагою 380 г. Доросле оперення складається з темно-коричневої або чорної голови, яка, на відміну від інших темних чайок, не змінюється залежно від сезону. Крила темно-сірі з контрастною білою лінією на передньому краї. Темно-сіре тіло контрастує з блідо-сірим животом. Надхвіст білий, а внизу сірий. Дзьоб і ноги чорні, а внутрішня частина рота червона. Має білі верхні та нижні брови з червоними повіками. Незрілі чайки зазвичай темно-коричневі.

## Спосіб життя
Вид мешкає на пляжах цих островів, харчуючись детритом і полюючи на новонароджених морських ігуан. Гніздиться поодиноко, і не має певного періоду гніздування. Висиджують два яйця протягом 24 днів.